# 印度人壽保險公司

印度人壽保險公司（Life Insurance Corporation of India (LIC)）屬於印度國有公共事業跨國人壽保險公司，總部位於孟買。截至2023年3月底， 這間印度最大保險公司，也是最大機構投資者，總資產運用達至 45.7 兆卢比 (7,097.21 億美元) 。 現時由印度政府持有，透過印度財政部行政控制。
印度人壽保險公司在1956年9月1日，經印度議會通過《印度人壽保險法》通過國有保險行業成立。眾多超過245家保險公司及互助社合併而設。
截至2019年，印度人壽保險公司保單持有人達至2 90萬人，總人壽額為283000億印度盧比，而在2018年至2019年銷售總額為214000印度盧比，公司也報告指了為2600萬。而2022年美國財富世界500強排名為第98位，營業額為77,528.3亿卢比 (120.4 十億) ，以及營利為 441.5亿卢比（6.86亿美元）。

## 歷史

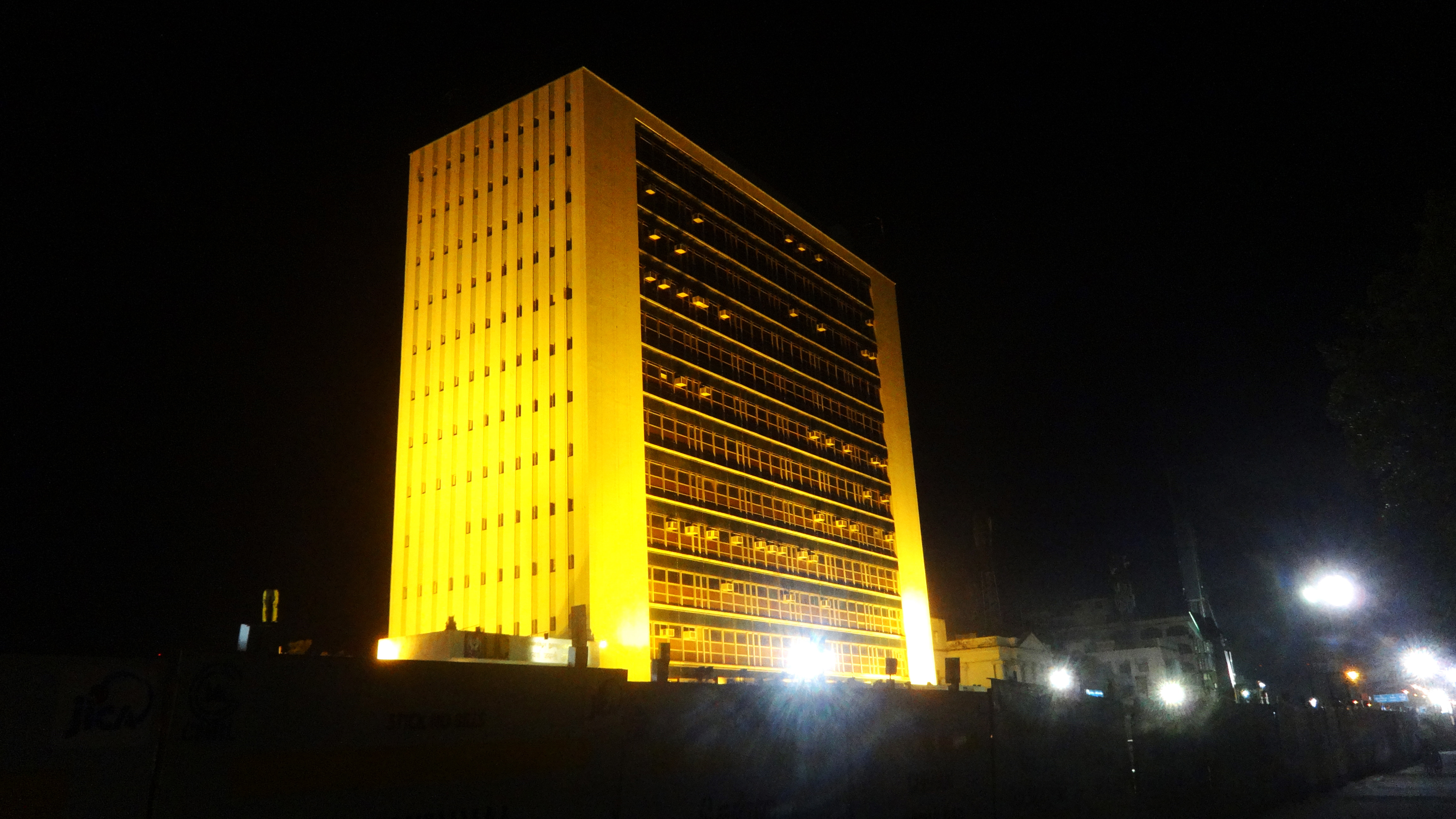
金奈的印度人壽保險大樓，當時是在1959年全印度最高大樓。

### 創立架構
在1818年，由Bipin Das Gupta於加爾各答成立前身「東方人壽保險公司」，屬於印度最大基礎目標市場。
同年，由蘇倫德拉納特·泰戈爾創立「印度斯坦保險合作社」，後在成為「印度人壽保險公司」。
孟買互惠人壽保險社曾在1870年，接近半世紀。這個首次印度西本土保險提供者，而其他保險企業成立前，則有：
- 印度郵政人壽保險公司（Postal Life Insurance (PLI)），曾在1884年2月1日設立
- 巴拉特保險公司（Bharat Insurance Company）（1896年）
- 印度聯合保險公司 （United India Insurance Company）（1906年)
- 印度民族保險公司 （National Indian）（1906年）
- 印度國家保險公司（National Insurance Company Limited）（1906年)
- 印度保險合作社 （Co-operative Assurance）（1906年）
- 印度斯坦合作社 （Hindustan Co-operatives）（1907年)
- 新印度保險公司 （The New India Assurance Co Ltd）（1919年）
- 印度商品保險（Indian Mercantile）
- 印度總聯保險（General Assurance）
- 斯瓦德什人壽（Swadeshi Life） （孟買人壽前身）
- 西高止保險公司（Sahyadri Insurance）（1986年，已併入印度人壽保險公司）

眾多企業成立內，也是在印度經過不少政治與經濟氣候，包括 印度民族起義、 第一次世界大戰 和 第二次世界大戰。 在印度眾多人壽保險企業高利率影響下，以及更多不自覺地失去信任，從而保險企業影響價值。

### 1956年國有化
1965年，印度議會議員 費羅茲·甘地 揪起保險欺詐經私營保險代理事件。在調查中，一個印度富商 印度時報擁有者Sachin Devkekar則因此吃了2年牢獄。

### 公開招股
印度財政部尼爾馬拉·西塔拉曼 在2021年印度聯合財政預算內，宣佈把印度人壽保險公司進行 首次公開募股 2022年進行招股，把公眾上市後，印度政府仍然為主要股東。每保單持有人則推薦10%股份。 在2021年，印度政府進行，把印度人壽保險公司法定股本，擴大每年4月1日為 2,500亿卢比 (38.83亿美元) 公眾上市上限。
由於本企業眾多持份者和諸多發售，沙特阿美2019年公開募股則成為「印度阿美事件」主要角色範疇。
本企業宣佈在2022年5月4日進行公開招股，直至5月9日推行。而在招股書內，現時印度政府把招股定為21000印度克若，暗盤價為65000至70000印度克若之間，佔收益比率5%。 招股暗盤價21,000印度克若約3.5%漲幅，總值約 6印度拉克克若。

## 架構
印度人壽保險公司中部辦事處，則位於孟買。而它們8個辦事處，位於則有 德里、 金奈、 孟買、 海德拉巴、 坎普爾、 加爾各答、 博帕爾 及 帕特納。

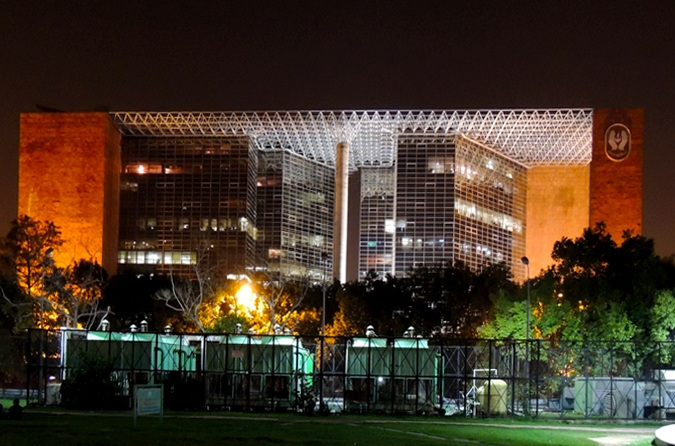
印度人壽保險公司地區辦事處，「康諾特廣場夜景」

### 2000年代公佈自由化
2000年8月，印度政府展開了保險板塊及私營項目，本企業效益一直存在，在2013年報告內，首年額外複合年均增長率為24.53%，總合額外複合年均增長率為19.28%，成為保險行業最高增長，以及總經濟增長率表現出色。

## 金禧基金
本企業金禧基金在2006年成立慈善團體，主要用作推廣為教育、貧窮、弱勢群體扶持，提供良好住宿。金禧學校奬，眾所周知主要項目。每年，這個奬項在12屆，則有延續頒授更多學生，和家長收入少於200,000 (US$ 3,106)。

## 持股
本企業每投資項目更多廣泛，則有銀行、水泥、化學商、化肥、電力、電子、電器、工程、建築、基建、非必需消費品、金融、投資、健康護理、酒店、資訊科技、金屬、礦業、汽車車輛、輔助設備、石油、天然資源、零售、紡織業、運輸和物流。

## 爭議
美國沽空機構興登堡研究公司指出，在2023年2月23日報告內，印度人壽保險公司以30,127印度克若（36.2億美元）買入阿達尼集團7家上市企業（包括印度聯合水泥公司 和 阿布札水泥），則已跌至26,862印度克若（32.3億美元），損失11%帳面。興登堡研究還提及阿達尼集團涉嫌 洗黑錢及市場操縱，逼使阿達尼集團損失超過60%市值。 

## 連結
- www.licindia.in